# Poletne olimpijske igre
Polétne olímpijske ígre ali ígre olimpijáde so mednarodna športna prireditev, ki jo organizira Mednarodni olimpijski komite (MOK) vsaka štiri leta. So najprestižnejše športno tekmovanje na svetu. Olimpijsko zmagoslavje je eno izmed najprestižnejših dosežkov v športu. V vsaki disciplini podelijo olimpijske medalje: zlato za prvo, srebrno za drugo in bronasto za tretje mesto, po tradiciji iz leta 1904.
Ni svetovne prireditve, ki bi se približala poletnim olimpijskih igram, in ni mednarodnega tekmovanja, ki ponudi tako širok izbor športnih prireditev na enem mestu. Sodobne olimpijske igre trajajo največ 16 dni in ponujajo več kot 300 različnih preizkušenj v različnih športih. Prav tako omogočajo manj znanim športnim disciplinam, da se svetovno uveljavijo.
Za udeležitev na poletne olimpijske igre skrbijo nacionalni olimpijski komiteji, v Sloveniji Olimpijski komite Slovenije (OKS). 

## Zgodovina

### Zgodnja leta
Začetek olimpijskih iger moderne dobe sega v leto 1894, ko je francoski baron Pierre de Coubertin poskušal oživeti idejo o antičnih olimpijskih igrah kot načina povzdigovanja športa in duhovnega delovanja. Prve igre, ki so bile v Atenah leta 1896, so privabile samo 245 tekmovalcev iz štirinajstih držav, od tega je bilo več kot 200 Grkov, vendar so bile prvo mednarodno športno tekmovanje v takšnem obsegu. Zmagovalci so prejeli srebrno medaljo in krono iz oljčnih vejic.
Štiri leta kasneje, leta 1900, so pariške olimpijske igre privlačile kar štirikrat več športnikov, vključno z enajstimi ženskami, ki so prvič tekmovale v kriketu, tenisu, golfu in jadranju. Trajale so več kot pet mesecev in še danes je sporno, koliko prireditev je bilo zares olimpijskih.
Na olimpijskih igrah v St. Louisu, Missouri, ZDA, leta 1904, so prvič za olimpijsko zmagoslavje podelili zlato za prvo, srebro za drugo in bron za tretje mesto. Zaradi dolge ladijske poti čez Atlantik za Evropejce je število udeležencev upadlo. Pojavljati so se začele zlorabe besede »olimpijski«, predvsem na dijaških tekmah in tekmah irskih Američanov. Trajanje iger se je podaljšalo zaradi povezave s svetovno razstavo Louisiana Purchase Exposition.
Veliko nizov manjših iger je bilo prirejenih leta 1906 v Atenah. To so bile prve interkalarne igre, ki bi naj v bodoče potekale v Atenah, vendar se ideja ni prijela. Prirejene so bile za deseto obletnico rojstva modernih olimpijskih iger, in čeprav jih je organiziral Mednarodni olimpijski komite, jih ta danes ne priznava za uradne. Igre so bile zelo uspešne in so veliko pripomogle k uspehu naslednjih iger.
Igre v Londonu leta 1908 so prinesle, danes standarden, 42,195 km dolg maraton. Ta dolžina je bila izbrana v prid britanske kraljevske družine, da se je končal pred njihovo kočo. Dolžina maratona se je prej spreminjala od iger do iger, predvsem zaradi lokalnih razmer, kot so ureditev cest in stadionov, in se je tako razlikovala do 2 km na igre. Tako je na prvih olimpijskih igrah moderne dobe leta 1896 bil maraton dolg 40 km in se je razlikoval na vseh šestih olimpijskih igrah med 1900 in 1920.
Na igrah v Stockholmu leta 1912 so prvič tekmovali športniki z vseh petih celin. To so bile najbolje organizirane igre dotlej, na katerih je sodelovalo več kot 2.500 športnikov. Njihov uspeh je omogočil, da so olimpijske igre preživele osemletno prekinitev zaradi prve svetovne vojne. Prvič na takratnih igrah so se pojavili elektronski merilniki časov in zadnjič so podeljevali zlate medalje iz čistega zlata, danes so te narejene iz srebra in prevlečene s pravim zlatom. Zabeležili so najdaljši tekmovanji, ki sta se kadarkoli odvijali na modernih olimpijskih igrah, in sicer v cestnem kolesarstvu, dolgem več kot 320 km, kjer je Južnoafričan Rudolph Lewis po 10 urah in 42 minutah prvi prispel na cilj ter v lahki grško-rimski rokoborbi, ki je trajala celih 9 ur in se je končala z neodločenim rezultatom. Rokoborcema Fincu Ivaru Böhlingu in Švedu Anders Ahlgrenu, so namesto zlate podelili srebrni medalji. Prav tako so prvič v plavalnih disciplinah nastopile ženske.
Planirane igre v Berlinu leta 1916 so bile odpovedane zaradi prve svetovne vojne.

### Obdobje med vojnama
Leta 1920 so bile igre Antwerpnu v čast množičnem trpljenju, ki so ga preživljali Belgijci med vojno. Zaradi pomanjkanja sredstev in materiala po vojni so ob prihodu športnikov bile olimpijske zgradbe še vedno v gradnji. Ob nekončanem olimpijskem stadionu so bili športniki nameščeni v natrpane četrti, spali so na zložljivih posteljah. Kljub privolitvi MOK k nastopu centralnih sil prve svetovne vojne, Avstro-Ogrske, Nemčije, Turčije in Bolgarije na olimpijskih igrah, tem ni poslal povabila za udeležitev. Prvič je zaplapolala olimpijska zastava, bila izrečena olimpijska prisega in tekmovanje iz drugega zimskega športa, hokeja na ledu.
Citius, Altius, Fortius (hitreje, višje, močneje) je bilo prvič slišati na olimpijskih igrah v Parizu leta 1924. Deležne so bile rekordnega porasta, udeležilo se jih je kar 15 držav več kot iger leta 1928, predvsem se je prvič udeležilo veliko držav iz Južne Amerike. zabeležili so tudi rekordno število športnikov, več kot 3.000, med njimi je bil najslavnejši finski tekač Paavo Nurmi, »The Flying Finn« (leteči Finec), ki je osvojil kar 3 ekipne zlate medalje in posamična teka na 1.500 in 5.000 m. Igre so ob upokojitvi Pierra de Coubertina potekale njemu v čast v njegovem rojstnem kraju.
V Amsterdamu so leta 1928 prižgali prvi olimpijski ogenj na vrhu stolpa, vgrajenega v stadion. Prvič so se v atletiki pomerile ženske, kar je sprožilo veliko polemik, predvsem s strani Coubertina in drugih, ki so se bali, da bodo ženske postale »možate« in da si bodo s tem uničile zdravje in plodnost. Pojavil se je prvi olimpijski pokrovitelj, Coca-Cola.
Ekonomska depresija v ZDA je zaznamovala olimpijske igre v Los Angelesu leta 1932. Za trenutek se je zdelo, da se jih ne bo udeležil nihče, saj se na povabilo še šest mesecev pred igrami ni odzvala nobena država. Zabeležile so najmanjšo udeležbo od III. olimpijskih iger. Kljub težavam je bila prvič v zgodovini zgrajena olimpijska vas, ki je imela 550 dvoposteljnih bungalovov, pošto, bolnico, restavracije in knjižnico. Prvič so se predstavile t. i. fotofiniš kamere in zmagovalne stopničke.
Igre v Berlinu leta 1936 je nemška vlada videla kot veliko priložnost za propagiranje protižidovske ideologije. Nacistični simboli so bili povsod, židovske in temnopolte športnike se je povsod sramotilo in novinarje je varovala tajna policija. Pred igrami se je veliko govorilo o njihovem bojkotu, vendar si je večina držav premislila. Tako so se npr. ZDA v zadnji minuti odločile za udeležbo. Kljub temu pa so igre prinesle veliko novosti. Prvič je bil prirejen štafetni tek z olimpijsko baklo, ki se je začel v Grčiji in končal v Nemčiji. Okoli 3.000 tekačev je nosilo baklo, preden je ta, po 3.075 km in čez 7 držav, prišla v Berlin. To so bile prve olimpijske igre, ki so se predvajale po televiziji. Kajak-kanu, košarka in rokomet so bili novi športi, razširile so se tudi gimnastične discipline in zadnjič je bilo tekmovanje iz pola.
Zaradi druge svetovne vojne so bile odpovedane igre leta 1940, čigar gostitelj bi naj bil Tokio na Japonskem - kasneje Helsinki, Finska zaradi druge kitajsko-japonske vojne leta 1937 - in igre leta 1944, ki naj bi potekale v Londonu, Združeno kraljestvo.

### Po drugi svetovni vojni
Veliko je bilo govora o smislu prvih povojnih iger, ki so potekale leta 1948 v Londonu, saj je bila Evropa v povojnih ruševinah in lakoti. Dogovorjeno je bilo, da si športniki s seboj prinesejo svojo hrano. Zgrajenih ni bilo nobenih novih olimpijskih objektov in igre so v glavnem potekale na stadionu Wembley, ki je preživel vojne napade. Prav tako ni bilo olimpijske vasi, športniki so bili nameščeni v vojnih kampih v Uxbridgeu in študentskih domovih Southlands kolidža. Iz iger so izločili Nemčijo in Japonsko kot začetnici druge svetovne in kitajsko-japonske vojne. Kljub težavnemu času so bile igre zelo uspešne, udeležilo se jih je preko 4.000 športnikov iz 59 držav.
Helsinške olimpijske igre leta 1952 so bile v vzdušju tekmovanja zahoda in vzhodnega bloka. Po 40 letnem premoru se je iger udeležila Sovjetska zveza, ki si je zgradila svojo olimpijsko vas v Otaniemi, Finska, v kateri so bili sovjetski športniki pod velikim nadzorom in prepovedjo komuniciranja s preostalimi športniki. Američan Bob Mathias, zmagovalec deseteroboja, je zapisal: »Zaradi Rusov je bilo veliko več pritiska nad nami, bili so zelo resni nasprotniki ... Užival si, ko si jih premagal ... Moral si jih premagati ... Ta občutek je bil zelo močan v celotni ekipi.«
Novembra in decembra so potekale olimpijske igre v Melbourneu leta 1956, katerih vzdušje so pokvarili politični dogodki pred igrami. Tako so Egipt, Irak in Libanon z bojkotom protestirali proti invaziji Izraela v Egipt ter Nizozemska, Španija in Švica proti invaziji Sovjetske zveze v Budimpešto, Madžarska. To so bile prve igre, ki so potekale v dveh državah. Zaradi strogega zakona pri uvozu konjev, so konjeniška tekmovanja premaknili v Stockholm, Švedska, ki so potekala junija, pet mesecev pred igrami v Melbourneu. Na teh igrah so prvič priredili zaključno slovesnost.
Mešanico modernih in antičnih prizorišč so ustvarili v Rimu leta 1960. Za gostitev
rokoborbe in gimnastike so obnovili Maksencijevo baziliko in terme Karakala. Svetu se je predstavil ameriški boksar Cassius Clay, dobitnik zlate olimpijske medalje (kasneje znan kot Muhammad Ali), gimnastičarke Sovjetske Zveze pa so osvojile kar petnajst od šestnajstih možnih medalj. Olimpijske igre so se prvič v celoti predvajale na televiziji.
Tokio je leta 1964 prinesel revolucijo pri uporabi komunikacijske in računalniške
tehnologije. To so bile prve olimpijske igre, ki so se predvajale po celotnem svetu, kar so omogočili komunikacijski
sateliti, in prve na katerih so rezultate shranjevali na računalnike. Prav tako so to bile prve igre organizirane na azijski celini. Iger se prostovoljno nista udeležila Libanon in Severna Koreja, Južno Afriko pa so zaradi politike apartheida izključili iz tekmovanja.
Izbor Mexica City za gostovanje iger leta 1968 je bil sporen predvsem zaradi velike nadmorske višine, 2.300 m, na katerih so bile prireje igre. Posledice so se pokazale predvsem na vzdržljivostnih preizkušnjah, kjer so tekmovalci zaradi redkejšega zraka dosegali slabše rezultate. Kljub temu pa so igre beležile veliko svetovnih rekordov. Tako je Bob Beamon v skoku v daljavo skočil 8,90 metrov, kar je bilo 71 cm več od tekmecev. Rekordi so bili doseženi v vseh moških tekaških disciplinah na 400 m in manj, prav tako v štafetni preizkušnji in troskoku. Prvič se je predstavil, danes splošen, fosburyjev preskok pri skoku v višino, ki je Dicku Fosburyju prinesel zlato. Športnice so prvič morale opraviti preiskavo, s katero so dokazale svoj spol, vpeljan pa je bil tudi prvi dopinški test.
Politika se je ponovno vmešala na igrah v Münchnu leta 1972. Palestinska teroristična skupina Črni september je v olimpijski vasi vdrla v izraelski apartma ter napadla, ugrabila in ubila vseh 11 pripadnikov izraelskih olimpijske delegacije. Nekateri so umrli na kraju vdora, medtem ko so bili ostali ubiti med neuspešno reševalno akcijo. Po štiriintridesetih urah suspenza iger se je MOK odločil za nadaljevanje. Kljub dogodkom je bilo nekaj izrednih športnih dosežkov. Ameriški plavalec Mark Spitz je osvojil kar 7 zlatih medalj, kar je največ posameznih medalj na enih olimpijskih igrah v kateremkoli športu. Med drugimi je bila tudi komaj 16 letna gimnastičarka iz Sovjetske Zveze Olga Korbut, ki je osvojila 3 zlate in srebrno kolajno. Po 52 letih so bila spet prirejena tekmovanja iz lokostrelstva ter po 36-letnem premoru tekmovanja iz rokometa. Novost sta bila slalomska disciplina po divjih vodah v kanuju ter prva olimpijska maskota, jazbečar Waldi.
Kljub 32 svetovnim rekordom, se je na igrah v Montrealu leta 1976 v glavnem govorilo 
o problemih olimpijskega gibanja. Šestindvajset afriških držav je bojkotiralo igre, ko je MOK zavrnil 
njihovo prošnjo, da prepovejo nastop Novi Zelandiji. Ta je pred igrami z ragbijsko ekipo naredila 
turnejo po Južni Afriki, ki ji je bil zaradi politike apartheida vstop na igre prepovedan že od 
leta 1968. Prav tako je bojkotiral igre Tajvan, ki mu Kanada zaradi Ljudske republike Kitajske ni dovolila nastopa pod imenom Republika Kitajska. Problemi so se nadaljevali pri vprašanjih poštenosti tekmovanja, saj je veliko tekmovalcev, najbolj plavalke iz Vzhodne Nemčije, bilo osumljenih jemanja anaboličnih steroidov ter pri financiranju iger, ki so Kanadčane in Quebec zadolžile za desetletja.

### Osemdeseta in kasneje
Leta 1980 je igre v Moskvi bojkotiralo rekordno število držav. Zaradi invazije sovjetskih sil v Afganistan decembra leta 1979, se je odločilo 66 držav bojkotirati igre, nekatere države udeleženke pa so zavrnile udeležitev na otvoritveni slovesnosti. Ob dominanci Sovjetskih športnikov, ki so skupno osvojili kar 195 olimpijskih kolajn, so igre spremljali izgredi gledalcev, goljufanje uradnikov ter vsiljiva varnost, ki je vodilnim na stezah celo fizično preprečevala odteči zadnji krog.
Večina takratnih komunističnih držav je zaradi poziva ZDA k bojkotu iger pred štirimi leti, bojkotirala igre v Los Angelesu 1984, Kalifornija, ZDA. Vseeno se je iger, prvič po letu 1952, udeležila komunistična Kitajska. Predstavilo se je veliko novih disciplin v katerih so tekmovale ženske. Tako so prvič odtekle maraton, se pomerile v kolesarstvu, ritmični gimnastiki, sinhronem plavanju ter v moštvenih športih. To so bile najbolj komercializirane igre dotlej, med drugim je bila prvič dovoljena uporaba olimpijskega simbola na izdelkih sponzorjev.
Severna Koreja je po zavrnitvi soorganizacije iger v Seulu 1988, Južna Koreja, te, skupaj s Kubo, bojkotirala. Najbolj so igre odmevale zaradi škandala kanadskega šprinterja Bena Johnsona, ki je na 100 m šprintu pretresel svetovno občinstvo z lahko zmago in novim svetovnim rekordom, a sta mu kasneje, zaradi uživanja stanazolola, bila odvzeta medalja in rekord, bil je tudi diskvalificiran iz iger. Odpravili so pravilo amaterskega športa, kar je pomenil velik razcvet za nadaljnje olimpijske igre. Po 64 letih so ponovno priredili tekmovanja iz tenisa, prvič organizirali namizni tenis in kot demonstrativni šport se je pojavil badminton.
Dramatične politične spremembe v vzhodni Evropi so vplivale na igre leta 1992 v Barceloni. Po treh desetletjih ni bojkotirala iger nobena država, zato se jih je udeležilo rekordno število držav in tekmovalcev. Slovenija se je prvič udeležila iger kot samostojna država, Nemčija je po padcu berlinskega zidu leta 1989, nastopila kot enotna država, Sovjetska zveza je razpadala na številne posamezne republike, ki so skupaj tekmovale pod imenom Skupnost neodvisnih držav (SND), po koncu apartheidske politike, po 32 letni prekinitvi, pa je bila v olimpijsko gibanje ponovno povabljena tudi Južna Afrika. Po odpravi amaterskega pravila so ZDA prvič na igre poslale košarkaško sanjsko ekipo (ang. »Dream Team«), ki so jo sestavljali igralci iz profesionalne ameriške lige NBA, med drugimi Larry Bird, Magic Johnson, Michael Jordan in Karl Malone ter so brez poraza, z več kot 30 točkami prednosti na vseh tekmah, osvojili zlato kolajno. Gimnastičar Vitalij Ščerbo je osvojil rekordne 4 zlate kolajne v enem samem dnevu, Slovenci pa svoji prvi dve bronasti, priveslani v dvojcu in četvercu brez krmarja.
Ob stoletnici olimpijskih iger, ki so se leta 1996 odvijale v Atlanti, Georgia, ZDA, je bil na otvoritveno slovesnost kot najstarejši še živeči olimpionik povabljen slovenski telovadec Leon Štukelj. S svojo čilostjo je navdušil vse, tudi takratnega ameriškega predsednika Billa Clintona, ki mu je segel v roko. Olimpijsko vzdušje je nekaj dni kasneje skalila bombna eksplozija v parku Centennial Olympic Park (Stoletni olimpijski park), v kateri sta umrli dve osebi in je bilo ranjenih več kot 100 oseb. Storilca, Erica Roberta Rudolpha, so aretirali 31. maja 2003. To so bile prve igre, ki so bile v celoti financirane iz zasebnega kapitala, čigar rezultat je bilo pretirano oglaševanje in večina kritikov je dvomila, da bi se kaj takega lahko nadaljevalo v prihodnje.
Igre v Sydneyju leta 2000 so potekale v znamenju Aboriginov. Na otvoritveni slovesnosti se je slavila avstralska zgodovina, unikatna kultura in vpliv, ki so ga imeli Aborigini nanjo. Olimpijski ogenj je prižgala Aboriginka Cathy Freeman, ki je kasneje osvojila zlato kolajno v teku na 400 m. Za slovensko olimpijsko delegacijo so to bile prve igre, na katerih so osvojili zlati olimpijski kolajni. Prvo sta priveslala Iztok Čop in Luka Špik v dvojnem dvojcu, še istega dne, nekaj ur kasneje, pa je Rajmond Debevec z malokalibrsko puško 3 x 40 F pristreljal še drugo zlato. Takratni predsednik MOK Juan Antonio Samaranch, je te igre razglasil za najboljše olimpijske igre vseh časov.

### Novo tisočletje
Leta 2004 so se igre vrnile v Atene, Grčijo, domovino antičnih in prvih modernih olimpijskih iger. Veliko navdušenje ob gostitvi iger je skalila predvsem skrb varnosti zaradi bližine politično nestabilnega Bližnjega vzhoda. Kljub težavam pri gradnji olimpijskih objektov, poskusu prestavitve iger v drugo mesto s strani MOK in vlažnem vremenu, so bile igre uspešne z vidika organizacije, gostoljubja in celostne podobe.
Poletne olimpijske igre 2008 so potekale v Pekingu, Ljudska republika Kitajska. Predstavilo se je nekaj novih prireditev. Med drugim so ženske prvič tekmovale v teku na 3.000 m z zaprekami, sabljanje se je razširilo na ženska ekipna tekmovanja v floretu in sablji, predstavil se je 10 km maraton v plavanju, ter nova disciplina BMX.
Poletne olimpijske igre 2012 so potekale v Londonu, Združeno kraljestvo. Mednarodni olimpijski komite je za te in nadaljnje igre iz programa odstranil bejzbol in softbol.
Poletne olimpijske igre 2016 so se odvijale v Riu de Janeiru, Brazilija
Poletne olimpijske igre 2020 pa bodo v Tokiu, Japonska

## Slovenci na poletnih olimpijskih igrah
Zgodovina slovenskega olimpijskega športa sega daleč nazaj v leto 1912 na V. olimpijske igre v Stockholmu, ko je Rudolf Cvetko kot prvi Slovenec, ki se je uvrstil v olimpijsko ekipo, v moštvenem tekmovanju s sabljo z avstrijsko ekipo osvojil srebro. Kasneje so bili Slovenci prisotni na skoraj vseh igrah. Po prvi svetovni vojni je bila Slovenija, vse do leta 1992, del jugoslovanske olimpijske reprezentance, v kateri so beležili izjemne olimpijske dosežke. Novomeški pravnik Leon Štukelj, najuspešnejši slovenski olimpijec in prvi slovenski dobitnik zlate olimpijske kolajne, je leta 1924 v Parizu osvojil zlato na drogu in v telovadnem mnogoboju. Z odličji je nadaljeval na olimpijskih igrah v Amsterdamu leta 1928, kjer je na krogih osvojil zlato, na mnogoboju bron ter s sotekmovalci Jožetom Primožičem, Stanetom Dergancem, Borisom Gregorko, Antonom Malejem in Janezom Porento bron v ekipno mešani konkurenci. Srebro je na krogih osvojil še v Berlinu leta 1936. Prav tu so prvič nastopile slovenske telovadke, ki so v ekipno mešani vrsti zasedle 4. mesto. Prvo bronasto kolajno pa so leta 1952 v Helsinkih dobile telovadke Sonja Rozman, Milica Rožman in Ada Smolnikar v skupinskem nastopu z obroči. V šestdesetih letih je izjemne uspehe v gimnastiki nadaljeval Miro Cerar, ki je v Tokiu leta 1964 na konju z ročaji osvojil zlato kolajno in bronasto na drogu. Naslov olimpijskega zmagovalca je na konju obranil še v Ciudad de Méxicu leta 1968.
Začeli so se uspehi v jugoslovanskih moštvenih reprezentancah. Košarkaška, v kateri sta igrala Ivo Daneu in Aljoša Žorga, je leta 1968 osvojila srebro. Srebro je reprezentanca osvojila še leta 1976 z Vinkom Jelovacem in leta 1988 z Juretom Zdovcem. Nogometaši so s Srečkom Katancem in Markom Elsnerjem v Los Angelesu leta 1984 slavili bron, dan kasneje pa so olimpijsko zmagoslavje slavili še rokometaši z Rolandom Pušnikom, ki je štiri leta kasneje v Seulu z Iztokom Pucem in reprezentanco osvojil še bron. Uspeh sta dosegli še ženska rokometna reprezentanca, ki je z Alenko Cuderman leta 1984 osvojila zlato in ženska košarkaška, ki je s Polono Dornik in Stojno Vangelovsko leta 1988 osvojila srebro. 
Po koncu slovenskih olimpijskih uspehov v gimnastiki konec šestdesetih, so vodni športi sčasoma postali nova slovenska paradna disciplina. Leta 1964 so na XVIII. olimpijskih igrah Jadran Barut, Jože Berc, Alojz Colja, Boris Klavora, Lucijan Kleva, Marko Mandić in Vekoslav Skalak v osmercu končali na 4. mestu. V plavanju na 1500 m prosto je Borut Petrič leta 1980 v Moskvi s 5. mestom izenačil najboljšo slovensko uvrstitev v plavanju. Osem let kasneje na igrah v Seulu, sta blejska veslača Sadik Mujkič in Bojan Prešeren v dvojcu brez krmarja osvojila prvo veslaško bronasto kolajno. To je bil začetek izjemnih veslaških uspehov, ki so se nadaljevali v devetdesetih letih 20. stoletja in začetkih 21. stoletja. Na XXV. olimpijadi v Barceloni so leta 1992 Iztok Čop in Denis Žvegelj v dvojcu brez krmarja ter Milan Janša, Jani Klemenčič, Sašo Mirjanič in Sadik Mujkič v četvercu brez krmarja osvojili prvi bronasti kolajni za samostojno slovensko olimpijsko delegacijo. V Atlanti leta 1996 je najbolj blestel Andraž Vehovar, v slalomu na divjih vodah s kajakom je osvojil srebrno kolajno. Vrhunec kariere sta z olimpijskim zlatom leta 2000 dosegla Iztok Čop in Luka Špik v dvojnem dvojcu na igrah v Sydneyju, v isti disciplini pa sta osvojila še srebro na olimpijadi v Atenah leta 2004. Na teh igrah je Vasilij Žbogar z bronom osvojil še prvo slovensko olimpijsko medaljo v jadranju.
Odkar je leta 1992 Slovenija začela nastopati kot samostojna država, so slovenski športniki beležili izjemne uspehe tudi drugje. Tako je na igrah v Atlanti leta 1996 Brigita Bukovec v teku na 100 m z ovirami, z zaostankom ene same stotinke sekunde, osvojila srebro, prvo slovensko kolajno v atletiki. Rajmond Debevec je z malokalibrsko puško 3 x 40 F pristreljal zlato v Sydneyju leta 2000. Naslednji podvig v atletiki je uspel Jolandi Čeplak z bronom v teku na 800 m v Atenah. Prav tako je na teh igrah Slovenija dobila prvo kolajno v judu, in sicer je Urška Žolnir v kategoriji do 63 kg osvojila bron. Na Olimpijskih igrah 2008 je Primož Kozmus osvojil zlato medaljo v metu kladiva, srebrni medalji sta osvojila Sara Isakovič v plavanju in Vasilij Žbogar v jadranju, bronasti pa Lucija Polavder v judu in ponovno Rajmond Debevec v streljanju. 
Na poletnih olimpijskih igrah so Slovenci nosilci kar šestintridesetih olimpijskih kolajn, 10 zlatih, 12 srebrnih in 14 bronastih, od tega so jih 15 osvojili za samostojno državo, med njimi 3 zlate, 5 srebrnih in 7 bronastih.
| Leto | Igre    | Gostitelj        | Država                     | Otvoritev       | Zaključek     |
| 1992 | XXV.    | Barcelona        | Španija                    | Rajmond Debevec |               |
| 1996 | XXVI.   | Atlanta, Georgia | ZDA                        | Brigita Bukovec |               |
| 2000 | XXVII.  | Sydney           | Avstralija                 | Iztok Čop       |               |
| 2004 | XXVIII. | Atene            | Grčija                     | Beno Lapajne    | Primož Kozmus |
| 2008 | XXIX.   | Peking           | Ljudska republika Kitajska | Urška Žolnir    |               |
| 2012 | XXX.    | London           | Združeno kraljestvo        | Peter Kauzer    | Franka Anić   |
| 2016 | XXXI.   | Rio de Janeiro   | Brazilija                  |                 |               |

## Seznam olimpijskih športov
43 različnih športov je bilo prisotnih v olimpijskem programu na poletnih olimpijskih igrah. Na seznamu za igre leta 2008 je planiranih 28 športov, leta 2012 pa se bo seznam z ukinitvijo bejzbola in softbola skrčil na 26.
| Šport             | Leto                |                      | Šport                          | Leto |
| ----------------- | ------------------- | -------------------- | ------------------------------ | ---- |
| Atletika          | vsa                 | Odbojka              | od 1964                        |      |
| Badminton         | od 1992             | Pelota               | 1900                           |      |
| Bejzbol           | 1992-2008           | Plavanje             | vsa                            |      |
| Boks              | 1904, 1908, od 1920 | Polo                 | 1900, 1908, 1920, 1924, 1936   |      |
| Dviganje uteži    | 1896, 1904, od 1920 | Rackets              | 1908                           |      |
| Gimnastika        | vsa                 | Rokoborba            | 1896, od 1904                  |      |
| Golf              | 1900, 1904          | Roque                | 1904                           |      |
| Hokej na travi    | 1908, 1920, od 1928 | Rokomet              | 1936, od 1972                  |      |
| Jadranje          | 1900, od 1908       | Ragbi                | 1900, 1908, 1920, 1924         |      |
| Jeu de paume      | 1908                | Sabljanje            | vsa                            |      |
| Judo              | 1964, od 1972       | Sinhrono plavanje    | od 1984                        |      |
| Kajak-kanu        | od 1936             | Skoki v vodo         | od 1904                        |      |
| Kriket            | 1900                | Softbol              | 1996-2008                      |      |
| Kroket            | 1900                | Streljanje           | 1896, 1900, 1908-1924, od 1932 |      |
| Kolesarstvo       | vsa                 | Tekvondo             | od 2000                        |      |
| Konjeništvo       | 1900, od 1912       | Tenis                | 1896-1924, since 1988          |      |
| Košarka           | od 1936             | Triatlon             | od 2000                        |      |
| Lacrosse          | 1904, 1908          | Vaterpolo            | 1900, od 1908                  |      |
| Lokostrelstvo     | 1900-1912, od 1972  | Veslanje             | od 1900                        |      |
| Moderni peteroboj | od 1912             | Vlečenje vrvi        | 1900-1920                      |      |
| Namizni tenis     | od 1988             | Vodni motorni športi | 1908                           |      |
| Nogomet           | 1900-1928, od 1936  |                      |                                |      |

## Seznam poletnih olimpijskih iger moderne dobe
Kljub temu, da so bile igre leta 1916, 1940 in 1944 odpovedane, so se te številčno štele kot prirejene.
| Leto Datum          | Igre                                    | Gostitelj                | Država                     | Št. narodov Št. športnikov (m/ž) |
| 1896 06.04.-15.04   | I.                                      | Atene                    | Grčija                     | 14 245 (245 / 0)                 |
| 1900 14.05.-28.10.  | II.                                     | Pariz                    | Francija                   | 24 1.225 (1206 / 19)             |
| 1904 01.07.-23.11.  | III.                                    | St. Louis, Missouri      | ZDA                        | 13 689 (681 / 8)                 |
| 1906 22.04.-02.05.  | Interkalarne (MOK teh iger ne priznava) | Atene                    | Grčija                     | 903 (883 / 20)                   |
| 1908 27.04.-31.10.  | IV.                                     | London                   | Združeno kraljestvo        | 22 2.035 (1999 / 36)             |
| 1912 05.05.-27.07.  | V.                                      | Stockholm                | Švedska                    | 28 2.547 (2490 / 57)             |
| 1916                | VI. (odpovedane zaradi vojne)           | Berlin                   | Nemško cesarstvo           |                                  |
| 1920 20.04.-12.09.  | VII.                                    | Antwerpen                | Belgija                    | 29 2.669 (2591 / 78)             |
| 1924 04.05.-27.07.  | VIII.                                   | Pariz                    | Francija                   | 44 3.092 (2956 / 136)            |
| 1928 17.05.-12.08.  | IX.                                     | Amsterdam                | Nizozemska                 | 46 3.014 (2724 / 290)            |
| 1932 30.07.-14.08.  | X.                                      | Los Angeles, Kalifornija | ZDA                        | 37 1.408 (1281 / 127)            |
| 1936 01.08.-16.08   | XI.                                     | Berlin                   | Tretji rajh                | 49 4.066 (3738 / 328)            |
| 1940                | XII. (odpovedane zaradi vojne)          | Tokio → Helsinki         | Japonska → Finska          |                                  |
| 1944                | XIII. (odpovedane zaradi vojne)         | London                   | Združeno kraljestvo        |                                  |
| 1948 29.07.-14.08.  | XIV.                                    | London                   | Združeno kraljestvo        | 59 4.099 (3714 / 385)            |
| 1952 19.07.-03.08.  | XV.                                     | Helsinki                 | Finska                     | 69 4.925 (4407 / 518)            |
| 1956 22.11.-08.12.1 | XVI.                                    | Melbourne + Stockholm1   | Avstralija + Švedska       | 67 3.184 (2813 / 371)            |
| 1960 25.08.-11.09.  | XVII.                                   | Rim                      | Italija                    | 83 5.348 (4738 / 610)            |
| 1964 10.10.-24.10.  | XVIII.                                  | Tokio                    | Japonska                   | 93 5.140 (4457 / 683)            |
| 1968 12.10.-27.10.  | XIX.                                    | Ciudad de México         | Mehika                     | 112 5.530 (4750 / 780)           |
| 1972 26.08.-11.09.  | XX.                                     | München                  | Zahodna Nemčija            | 121 7.123 (6065 / 1058)          |
| 1976 17.07.-01.08.  | XXI.                                    | Montreal, Quebec         | Kanada                     | 92 6.028 (4781 / 1247)           |
| 1980 19.07.-03.08.  | XXII.                                   | Moskva                   | Sovjetska zveza            | 80 5.217 (4093 / 1124)           |
| 1984 28.07.-12.08.  | XXIII.                                  | Los Angeles, Kalifornija | ZDA                        | 140 6.797 (5230 / 1567)          |
| 1988 17.09.-02.10.  | XXIV.                                   | Seul                     | Južna Koreja               | 159 8.465 (6279 / 2186)          |
| 1992 25.07.-09.08.  | XXV.                                    | Barcelona                | Španija                    | 169 9.367 (6659 / 2708)          |
| 1996 19.07.-04.08.  | XXVI.                                   | Atlanta, Georgia         | ZDA                        | 197 10.318 (6806 / 3512)         |
| 2000 15.09.-01.10.  | XXVII.                                  | Sydney                   | Avstralija                 | 199 10.651 (6582 / 4069)         |
| 2004 13.08.-29.08.  | XXVIII.                                 | Atene                    | Grčija                     | 201 10.625 (6296 / 4329)         |
| 2008 08.08.-24.08.  | XXIX.                                   | Peking                   | Ljudska republika Kitajska | 204 10.942 (6305 /4637)          |
| 2012 27.07.-12.08.  | XXX.                                    | London                   | Združeno kraljestvo        |                                  |
| 2016 05.08.-21.08.  | XXXI.                                   | Rio de Janeiro           | Brazilija                  |                                  |